# Сахно, Александр Спиридонович
Александр Спиридонович Сахно́ (3 [16] декабря 1913, Георгиевка, Екатеринославская губерния — 30 ноября 1980, Курган) — руководитель строительного комплекса города Кургана, начальник управления строительства Курганского совнархоза, начальник объединения «Курганстрой», управляющий строительными трестами № 74, «Курганпромстрой».

## Биография
Александр Сахно родился 3 (16) декабря 1913 года в селе Георгиевка Георгиевской волости Славяносербского уезда Екатеринославской губернии, ныне посёлок городского типа — административный центр Георгиевского поселкового совета Лутугинского района Луганской области Украины, находится под контролем непризнанной Луганской Народной Республики.
В 1932 году окончил Запорожский техникум промышленного строительства по специальности «Техник промышленного строительства».
Трудовую деятельность начал прорабом треста «Южтяжстрой» в городе Днепродзержинске (Днепропетровская область). Затем работал старшим прорабом, начальником Химстроя, главным инженером строительства азотно-тукового комбината Днепродзержинска, главным инженером строительства Балаклавского управления (Крымская АССР).
В годы Великой Отечественной войны Александр Спиридонович работал на строительстве промышленных объектов на Урале: В 1941—1942 годах — главный инженер СМУ-3 (Первоуральск); в 1942—1943 годах — начальник мартенстроя «Донбасстяжстроя» (Ревда); в 1943—1945 годах — начальник строительства мартеновского цеха Челябинского трубопрокатного завода. Он внёс много нового в технологии строительства мартеновских печей, что значительно ускорило темпы строительства и снизило его стоимость.
В 1945—1954 годах Сахно работал главным инженером СМУ-2, главным инженером треста «Челябинскпромстрой», управляющим трестом № 92.
В 1954 году был назначен управляющим строительным трестом № 74 города Кургана и работал в этой должности до 1958 года. Он отстаивал важные для коллектива треста решения, принимал непосредственное участие в строительстве предприятий стройиндустрии: цехов силикатного кирпича, керамзитового гравия, цеха крупнопанельного домостроения завода ЖБИ-2, в развитии заводов ЖБИ-1 и «Промжелезобетон».
В 1958 году был назначен начальником управления строительства Курганского совнархоза, заместителем председателя совнархоза.
В 1963—1965 годах работал начальником управления строительства «Главюжуралстроя», управляющим строительным трестом «Курганпромстрой».
В 1965 году назначен начальником объединения «Курганстрой», а после его реорганизации с 1970 года работал управляющим строительным трестом «Курганпромстрой».
Под его руководством началось создание строительного комплекса в Курганской области, построены предприятия строительной индустрии: заводы силикатного кирпича, керамзитового гравия, крупнопанельного домостроения. Он принимал участие в строительстве промышленных объектов: Курганмашзавода, автобусного завода, комбината «Синтез», арматурного завода и других. Был инициатором и руководителем освоения новых технологий в капитальном строительстве: укрупнённой сборки и монтажа металлоконструкций, поточной организации строительства промышленных зданий.
Принимал участие в политической и общественной жизни, избирался депутатом Курганского областного и городского Советов депутатов трудящихся, членом Курганского областного и городского комитетов КПСС.
Александр Спиридонович Сахно скончался 30 ноября 1980 года. Похоронен на Новом Рябковском кладбище города Кургана Курганской области.

## Награды и премии
- Сталинская премия третьей степени, январь 1946 года — за 1944 год[3], за разработку новых методов скоростного строительства мартеновских цехов, осуществлённых на ЧПТЗ
- Заслуженный строитель РСФСР
- Орден Ленина, 1977 год
- Орден Красной Звезды, 1945 год
- Орден «Знак Почёта», 9 января 1943 года[4]
- Юбилейная медаль «За доблестный труд. В ознаменование 100-летия со дня рождения Владимира Ильича Ленина», 1970 год
- Медаль «За доблестный труд в Великой Отечественной войне 1941—1945 гг.»
- Медаль «За освоение целинных земель»

## Семья
Жёны: Алиса Сергеевна (29 декабря 1910 — 5 декабря 1972), Любовь Григорьевна (20 августа 1920 — 8 января 2012).
Дочь Изида, сын Сергей (8 октября 1949 — 5 мая 2015).